# Cleofonte Campanini
Cleofonte Campanini (Parma, 1 de septiembre de 1860 - Chicago, 19 de diciembre de 1919) fue un director de orquesta italiano.

## Biografía
Pertenecía a una familia de ilustre tradición musical, era hermano de Italo Campanini (1845-1896), un tenor de gran éxito en Inglaterra y Estados Unidos, y esposo (desde 1887) de la soprano Eva Tetrazzini (1862 - 1938).
Estudió en el conservatorio de su ciudad natal, inicialmente como violinista, y posteriormente como director de orquesta. Hizo su debut en Parma, dirigiendo Carmen en 1883. Ese mismo año fue invitado a participar en la temporada inaugural de la Metropolitan Opera en Nueva York, donde se le ofreció un contrato como director asistente. Dirigió en el Teatro Nacional de San Carlos, en Lisboa, de 1888 a 1903, donde dirigió varios estrenos de óperas portuguesas. Fue director habitual en el Gran Teatro del Liceo de Barcelona y en el Teatro Real de Madrid. En Italia dirigió la primera representación de Adriana Lecouvreur (Milán, Teatro Lírico, 1902) y fue director de la Scala de 1903 a 1905, sucediendo a Arturo Toscanini, donde estrenó Siberia (1903) y Madama Butterfly (1904).
Fue muy apreciado como director de ópera en los Estados Unidos. Ya en 1888 dirigió el estreno americano de Otello, y en 1906 fue nombrado director de la nueva Manhattan Opera Company, fundada por Oscar Hammerstein I. En 1910 participó en la fundación de la Chicago Opera Association (precedente de la actual Ópera Lírica de Chicago), de la que fue director musical hasta su muerte. Es recordado especialmente en América por el estreno local de numerosas obras de repertorio francés (Thaïs, Hérodiade, Louise o Pelléas et Mélisande).